# Менхберг
Менхберг (њем. Mönchberg) град је у њемачкој савезној држави Баварска. Једно је од 32 општинска средишта округа Милтенберг. Према процјени из 2010. у граду је живјело 2.575 становника. Посједује регионалну шифру (AGS) 9676141.

## Географски и демографски подаци
Менхберг се налази у савезној држави Баварска у округу Милтенберг. Град се налази на надморској висини од 254 метра. Површина општине износи 24,2 km². У самом граду је, према процјени из 2010. године, живјело 2.575 становника. Просјечна густина становништва износи 107 становника/km².

## Међународна сарадња
| Мјесто | Држава    | Врста сарадње | Од    |
| ------ | --------- | ------------- | ----- |
|        | Француска | партнерство   | 2000. |
| Извор  |           |               |       |